# Komagena
Komagena (starogrčki: Βασίλειον τῆς Kομμαγηνῆς, Կոմմագենէի Թագավորութիւն) je bilo kraljevstvo smješteno na jugoistoku današnje Turske u helenističko doba.
O Komageni se vrlo malo zna sve do 2. stoljeća pr. Kr. Na osnovi oskudnih podataka povjesničari pretpostavljaju da je bila dio veće države koja je uključivala Sofenu. Kasniji kraljevi Komagene tvrdili su da potječu od Orontidske dinastije, te da su u rodu s dinastijom koja je osnovala Kraljevinu Armeniju. Pouzdanost takvih tvrdnji je upitna.
Vjeruje se da je nad područjem Komagene vlast preuzelo Seleukidsko Carstvo krajem 3. ili početkom 2. stoljećem pr. Kr. pod vlašću Antioha III. Velikog.
Ta je vlast trajala do godine 163. pr. Kr. kada je, poslije smrti seleukidskog kralja Antioha IV. Epifana,  lokalni satrap Ptolemej od Komagene proglasio nezavisno kraljevstvo, a sebe kraljem. Kraljevstvo Komagena je svoju nezavisnost uspjelo očuvati sve do godine 17. kada ga je car Tiberije proglasio rimskom provincijom.  Nezavisnim kraljevstvom je postalo ponovno kada je Antioh IV. od Komagene postavljen na prijestolje naredbom cara Kaligule, ali je isti car samo par godina kasnije svrgnuo Antioha. Komagena je nezavisnost, opet pod Antiohom, dobila zahvaljujući caru Klaudiju. Obnovljeno kraljevstvo je trajalo do godine 72. kada ga je car Vespazijan konačno anektirao u Rimsko Carstvo.
- Rimska provincija
- Planina Nemrut